# Rokamojärvi
Rokamojärvi är en sjö i Finland. Den ligger i kommunen Salla i landskapet Lappland, i den norra delen av landet, 700 km norr om huvudstaden Helsingfors. Rokamojärvi ligger 261,8 meter över havet. Arean är 35 hektar och strandlinjen är 3,87 kilometer lång. Sjön  ingår i Kemi älvs huvudavrinningsområde. 